# Iphiaulax cinnabarinus
Iphiaulax cinnabarinus är en stekelart som beskrevs av Henry Lorenz Viereck 1905. Iphiaulax cinnabarinus ingår i släktet Iphiaulax och familjen bracksteklar. Inga underarter finns listade i Catalogue of Life.